# Muchtar Muchtarow
Muchtar Badirchanowicz Muchtarow (ros. Мухтар Бадирханович Мухтаров; ur. 6 stycznia 1986 w Lenkoranie) – kazachski piłkarz pochodzenia tureckiego grający na pozycji obrońcy.

## Kariera piłkarska

### Kariera klubowa
Muchtarow zaczynał karierę w klubie Ordabasy Szymkent. W 2012 roku grał w FK Astanie. Od 2013 roku ponownie gra w Ordabasy Szymkent.

### Kariera reprezentacyjna
W reprezentacji Kazachstanu zadebiutował 24 grudnia 2006 roku w meczu Pucharu Króla Tajlandii przeciwko Singapurowi. Rozegrał 15 spotkań.
| Mecze i gole w reprezentacji | Mecze i gole w reprezentacji | Mecze i gole w reprezentacji | Mecze i gole w reprezentacji | Mecze i gole w reprezentacji | Mecze i gole w reprezentacji | Mecze i gole w reprezentacji |
| Kazachstan                   | Kazachstan                   | Kazachstan                   | Kazachstan                   | Kazachstan                   | Kazachstan                   | Kazachstan                   |
| Lp.                          | Data                         | Miasto                       | Przeciwnik                   | Gol                          | Wynik                        | Rozgrywki                    |
| ---------------------------- | ---------------------------- | ---------------------------- | ---------------------------- | ---------------------------- | ---------------------------- | ---------------------------- |
| 1.                           | 24.12.2006                   | Bangkok                      | Singapur                     |                              | 0:0                          | PKT 2006                     |
| 2.                           | 26.12.2006                   | Bangkok                      | Wietnam                      |                              | 1:2                          | PKT 2006                     |
| 3.                           | 28.12.2006                   | Bangkok                      | Tajlandia                    |                              | 2:2                          | PKT 2006                     |
| 4.                           | 03.06.2011                   | Astana                       | Azerbejdżan                  |                              | 2:1                          | el. ME 2012                  |
| 5.                           | 10.08.2011                   | Astana                       | Syria                        |                              | 1:1                          | towarzyski                   |
| 6.                           | 02.09.2011                   | Stambuł                      | Turcja                       |                              | 1:2                          | el. ME 2012                  |
| 7.                           | 07.10.2011                   | Bruksela                     | Belgia                       |                              | 1:4                          | el. ME 2012                  |
| 8.                           | 11.10.2011                   | Astana                       | Austria                      |                              | 0:0                          | el. ME 2012                  |
| 9.                           | 29.02.2012                   | Antalya                      | Łotwa                        |                              | 0:0                          | towarzyski                   |
| 10.                          | 01.06.2012                   | Ałmaty                       | Kirgistan                    |                              | 5:2                          | towarzyski                   |
| 11.                          | 05.06.2012                   | Erywań                       | Armenia                      |                              | 0:3                          | towarzyski                   |
| 12.                          | 07.09.2012                   | Astana                       | Irlandia                     |                              | 1:2                          | el. MŚ 2014                  |
| 13.                          | 12.10.2012                   | Astana                       | Austria                      |                              | 0:0                          | el. MŚ 2014                  |
| 14.                          | 16.10.2012                   | Wiedeń                       | Austria                      |                              | 0:4                          | el. MŚ 2014                  |
| 15.                          | 26.03.2013                   | Norymberga                   | Niemcy                       |                              | 1:4                          | el. MŚ 2014                  |